# Pseudotylosurus microps
Pseudotylosurus microps is een straalvinnige vissensoort uit de familie van de gepen (Belonidae). De wetenschappelijke naam van de soort is voor het eerst geldig gepubliceerd in 1866 door Günther.